# Charles Ginisty
Charles-Marie-André Ginisty, né le 8 mai 1864 à Saint-Saturnin-de-Lenne et mort le 7 janvier 1946 à Verdun, est un prélat catholique français, évêque de Verdun de 1914 jusqu'à sa mort. Il est l'initiateur de l'ossuaire de Douaumont.

## Biographie

### Formation
Charles-Marie-André Ginisty naît le 8 mai 1864 au Colombier, hameau de la commune de Saint-Saturnin-de-Lenne au sein d'une famille très pieuse dont quatre des quatorze frères et sœurs deviendront religieux.
Destiné à la prêtrise dès son enfance, il va à l’école primaire de Saint-Saturnin, puis suit l’enseignement du collège de Saint-Affrique. Il étudie ensuite au petit séminaire de Saint-Pierre de Rodez et au séminaire Saint-Sulpice de Paris. 
Le 21 septembre 1889, il est ordonné prêtre par Joseph-Christian-Ernest Bourret. Remarqué, on l'envoie compléter ses études théologiques au séminaire français de Rome de 1889 à 1891. En 1890, il y participa à une session du chant grégorien de Dom André Mocquereau de Solesmes. C'est la raison pour laquelle l'abbé Ginisty organisa, en juillet 1895, le congrès diocésain de musique religieuse et de plain-chant à Rodez, en faveur du chant grégorien.

### Principaux ministères
De retour dans le diocèse, il est nommé secrétaire particulier d'Ernest Bourret, évêque de Rodez et Vabres, charge qu'il exercera jusqu'à la mort de ce dernier, soit le 11 juillet 1896. 
Parallèlement, il est chargé de l’aumônerie militaire et édifie le foyer des soldats. 
En 1899, il est nommé responsable de la paroisse de Cransac. L'église étant perchée sur une colline, il se lance dans la construction d'une nouvelle bâtisse, plus facile d'accès. Il exerce cette charge jusqu'en 1906, date à laquelle il est élevé archiprêtre de la sous-préfecture de Saint-Affrique. En pleine période marquée par l'anticléricalisme, l’abbé Ginisty défend ses curés soumis aux inventaires et expulsions : sa vigueur est telle qu’il se voit condamner à un mois de prison avec sursis.

### Épiscopat
Le 11 mars 1914, Charles-Marie-André Ginisty est nommé évêque de Verdun. 
Le 17 mai, jour de l’Ascension, il est sacré à Saint-Affrique, par Charles du Pont de Ligonnès, assisté de Jean-François-Ernest Ricard et Léon Livinhac. 
Le 11 juin, il est installé dans le diocèse de Verdun. 

#### Première Guerre mondiale
La mobilisation générale intervient le 1er août et déjà 190 sur 415 prêtres exerçant dans le diocèse de Verdun doivent participer à la guerre. 
Les hostilités débutent dans les premiers jours d’août et Verdun, ville frontière fortifiée, est rapidement menacée par les canons allemands. De nombreuses églises sont dévastées, notamment sur les champs de bataille tels Vassincourt, Rembercourt-aux-Pots ou encore Revigny. Durant la Bataille de la Marne, Ginisty est impuissant et bloqué à Bar-le-Duc. 
À la mi-septembre, alors que la victoire penche du côté français, Verdun devient une importante base de l’arrière-front et accueille de nombreux prêtres venus de tous les horizons et qui occupent diverses fonctions d'aumôniers, d'infirmiers ou encore de brancardiers. Sous son autorité, ce clergé hétéroclite acquiert une certaine cohésion. La guerre lui donne également l’occasion de s’exprimer en « homme de terrain ». Il visite les ambulances de campagne et les troupes au repos en apportant foi et réconfort.
Il continue de célébrer les messes dans les églises quasiment en ruines. 
Le 21 février 1916, devant l’ampleur de l’offensive allemande, Verdun est évacuée et Ginisty rejoint Bar-le-Duc où il continue son œuvre en faveur des soldats. 

#### Entre-deux-guerres
Le 13 octobre 1918, il est décoré, dans la citadelle souterraine de Verdun, de la Légion d'honneur, des mains du président Raymond Poincaré, qui rappelle : « Par son attitude calme, confiante et courageuse, il n’a cessé de contribuer largement au réconfort de la population et au maintien de son moral ». 
En février 1919, à l’occasion du troisième anniversaire de la bataille de Verdun qui se tient à Paris au Trocadéro et conformément à une promesse faite aux combattants, Ginisty évoque officiellement son projet d’ossuaire de Douaumont, « cathédrale des morts et basilique de la Victoire ». 
Le projet est alors soutenu par le maréchal Ferdinand Foch, le président Raymond Poincaré, le député Victor Schleiter et le maréchal Philippe Pétain, « vainqueur de Verdun », qui est désigné président d’honneur du comité de réalisation. 
Les travaux débutent le 22 août 1922, et l’édifice reçoit les 52 premiers cercueils en 1927. 
Enfin, le 7 avril 1932, a lieu l’inauguration officielle, devant 100 000 personnes. Le 15 juin 1919, il décide également du couronnement de Notre-Dame du Guet à laquelle on associe la préservation de Bar-le-Duc pendant la Première Guerre mondiale.

#### Seconde Guerre mondiale
En juin 1940, Verdun est envahie et Ginisty est de nouveau contraint de se retirer de son diocèse. 
Après plusieurs mois à Saint-Savinien, il retrouve la cathédrale de Verdun. 
Durant l’hiver 1941-1942, sa santé se dégrade progressivement et il est contraint de faire appel à un coadjuteur, Georges Petit, dès le 20 juin 1942,. 
Finalement, le 7 janvier 1946, Charles Ginisty meurt à l’âge de 81 ans.

### Décorations
Le 24 mai 1939  Charles Ginisty fête son double jubilé de cinquante ans de sacerdoce et vingt cinq ans d’épiscopat. Le général Boichut lui remet à cette occasion, au nom maréchal Pétain, la croix de commandeur de la Légion d’Honneur. Le 5 juin 1939 il reçoit, du Premier ministre de Belgique, la croix de commandeur de l’ordre de Léopold.